# サブー・マルティネス
サブー・マルティネス（Sabu Martinez、1930年7月14日 – 1979年1月13日）は、打楽器奏者。シンプルにサブーとも呼ばれている。

## 略歴
とりわけコンガ奏者（コンゲーロ）として、ディジー・ガレスピーやホレス・シルヴァー、J・J・ジョンソン、ケニー・クラーク、フランシー・ボラン、アート・ブレイキーらと共演した。リーダーを務めたアルバムをいくつか発表しており、それらは現在、ラテン・ジャズのジャンルで古典と看做されている。

## ディスコグラフィ

### リーダー・アルバム
- 『パロ・コンゴ』 - Palo Congo (1957年、Blue Note)
- Safari With Sabu (1958年、Vik)
- Sorcery! (1958年、Columbia) ※Sabu And His Percussion Ensemble名義
- 『サブーズ・ジャズ・エスパニョール』 - Sabu's Jazz Espagnole (1961年、Alegre)
- Aurora Borealis (1971年、Coop) ※Sabu Martinez Och Björbobandet名義
- 『アフロ・テンプル』 - Afro Temple (1973年、Grammofonverket)
- Burned Sugar (2008年、Mellotronen) ※1973年&1974年録音
- Winds & Skins (2008年、Mellotronen) ※1967年&1978年録音 with サヒブ・シハブ